# Dopolavoro Aziendale Caproni 1942-1943
Questa voce raccoglie le informazioni riguardanti il Dopolavoro Aziendale Caproni nelle competizioni ufficiali della stagione 1942-1943.

## Rosa
| N. |                   | Ruolo | Calciatore      |
| -- | ----------------- | ----- | --------------- |
|    | Italia (bandiera) | A     | Camillo Achilli |
|    | Italia (bandiera) | A     | B. Antonetti    |
|    | Italia (bandiera) | P     | E. Barone       |
|    | Italia (bandiera) | C     | E. Belloni      |
|    | Italia (bandiera) | A     | Emilio Boara    |
|    | Italia (bandiera) | D     | M. Boghè        |
|    | Italia (bandiera) | A     | G. Colombetti   |

| N. |                   | Ruolo | Calciatore      |
| -- | ----------------- | ----- | --------------- |
|    | Italia (bandiera) | D     | D. Curti        |
|    | Italia (bandiera) | A     | M. Gravellotto  |
|    | Italia (bandiera) | P     | Danilo Guzzoni  |
|    | Italia (bandiera) | C     | A. Mariani      |
|    | Italia (bandiera) | C     | Pietro Modenesi |
|    | Italia (bandiera) | A     | Luigi Preti     |
|    | Italia (bandiera) | C     | Ernesto Quattri |